# Danuta Hübner

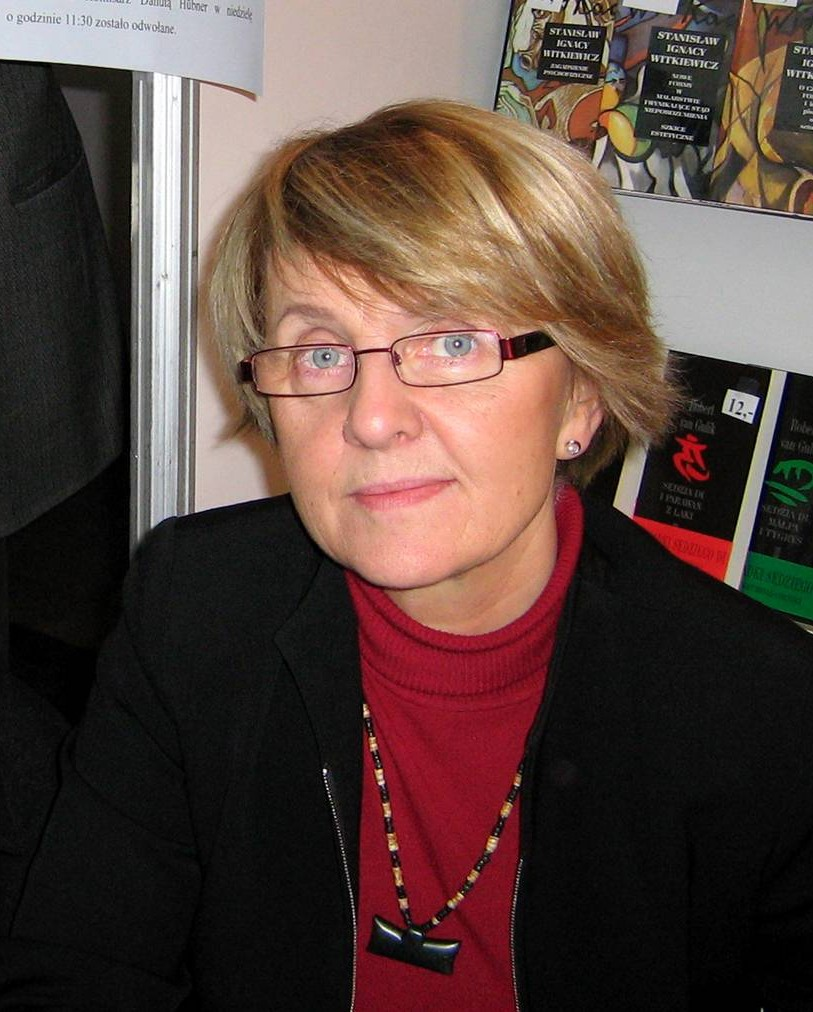
Danuta Hübner

Danuta Maria Hübner (Nisko, 8 april 1948) is een Poolse politica.  Ze is Europees Parlementslid en in die hoedanigheid tevens voorzitter van de Europese Parlementscommissie voor regionale ontwikkeling. In de commissie-Barroso I was zij Europees commissaris voor regionaal beleid.
In 1971 haalde Hübner haar titel in de economie aan de Economische school van Warschau, waarna ze promoveerde in de economie (1974). Zij studeerde tevens in Madrid, aan de Universiteit van Sussex en aan Berkeley. Sinds 1992 is zij professor in de economie. Ook gaf ze regelmatig les in het buitenland.
Sinds 1994 is Hübner politiek actief. Van 1994 tot 1996 was ze staatssecretaris voor Industrie en Handel. In 1997 werd ze de kabinetschef van de Poolse president. In 1998 tot 2001 was ze lid van een VN-commissie voor Europa. Van 2001 tot 2003 was ze staatssecretaris voor buitenlandse zaken en van 2003 tot april 2004 was ze minister zonder portefeuille, belast met Europese zaken. Tevens leidde zij namens Polen de onderhandelingen voor de toetreding van Polen tot de Europese Unie.
Sinds de toetreding van Polen in mei 2004 tot de Europese Unie is ze Europees commissaris, aanvankelijk nog zonder portefeuille. Vanaf 1 november 2004 tot haar verkiezing voor het Europees Parlement was ze verantwoordelijk voor regionaal beleid. Sinds 4 juli 2009 zetelt ze als volksvertegenwoordiger in het Europees Parlement.
Danuta Hübner heeft twee dochters.
Joaquín Almunia · Catherine Ashton · José Manuel Barroso · Jacques Barrot · Joe Borg · Karel De Gucht · Stavros Dimas · Benita Ferrero-Waldner · Ján Figeľ · Franco Frattini · Mariann Fischer Boel · Dalia Grybauskaitė · Danuta Hübner · Siim Kallas · Meglena Koeneva · László Kovács · Neelie Kroes · Markos Kyprianou · Peter Mandelson · Charlie McCreevy · Louis Michel · Leonard Orban · Andris Piebalgs · Janez Potočnik · Viviane Reding · Olli Rehn · Paweł Samecki · 
Algirdas Šemeta · Vladimír Špidla · Antonio Tajani · Androulla Vassiliou · Günter Verheugen · Margot Wallström
- Gemeinsame Normdatei: 133540642
- International Standard Name Identifier: 0000 0001 2321 4309
- Library of Congress Control Number: n81055873
- Nationale Bibliotheek van Letland: 000174002
- Nationale Bibliotheek van Polen: a0000001967627
- Nationale en Universitaire bibliotheek Zagreb: 000265336
- Parlement.com: vgo02ttv39zl
- Réseau des bibliothèques de Suisse occidentale: 02-A024795319
- Système universitaire de documentation: 149345364
- Virtual International Authority File: 101726052
- WorldCat: E39PBJqFMcx9WVHFMxJw3Kc3wC